# 勒沙特拉尔 (弗里堡州)
勒沙特拉尔（法語：Le Châtelard，法語發音：[lə ʃatlaʁ]）是瑞士弗里堡州的一个市镇。该市镇总面积为7.48平方千米，截至2018年12月31日总人口为372人。